# Kandidaatgen
Een kandidaatgen is een gen dat zich bevindt in een chromosoomgebied dat mogelijk betrokken is bij een genetische aandoening. Als dit laatste eenmaal is vastgesteld, is het een risicogen.
Om dergelijke risicovolle genen op te kunnen sporen, wordt op grote schaal gebruikgemaakt van allerlei vormen van screening zoals genotypering en het analyseren van enkel-nucleotide polymorfismen. Dit gebeurt onder andere bij het bestuderen van erfelijke aandoeningen binnen families en in patiënt-controle-onderzoeken. Aan de hand van statistische toetsen worden dan vervolgens bepaalde gemiddelden berekend. Het bestuderen van de genexpressie kan vervolgens helpen de precieze rol van het gen te bepalen en bijbehorende ziektebeelden te onderscheiden.
Kandidaatgenen spelen een belangrijke rol bij het aantonen van genetische associatie.